# Fléau (agriculture)
Pour les articles homonymes, voir Fléau.

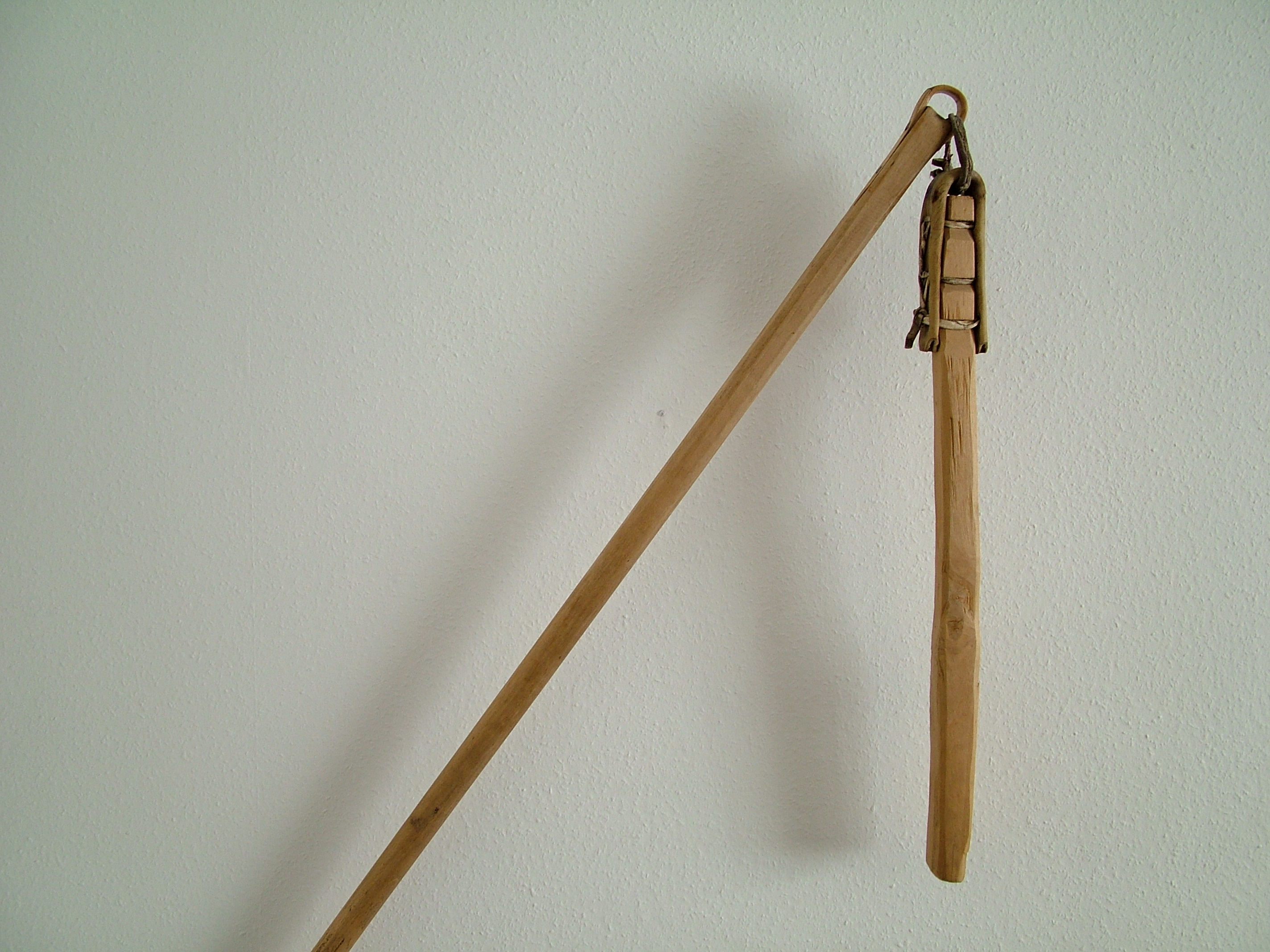
Un fléau à grain

Le fléau est un instrument agricole utilisé pour le battage des céréales.

## Caractéristiques
Un fléau se compose d'un manche mince et bien droit, d'environ 1,70 m de long ; à son extrémité est fixée une boucle de cuir. Le battant est en bois dur, chêne ou châtaignier, il mesure une cinquantaine de centimètres et a une section rectangulaire  d'à peu près 5 cm sur 3,5 cm ; les arêtes sont abattues pour ne pas briser la paille. À une extrémité du battant sont fixées deux lanières de cuir ; l'une des deux passe dans la boucle du manche et est reliée à l'autre par un nœud plat. La liaison manche/battant est très libre pour permettre le jeu aisé du battant.

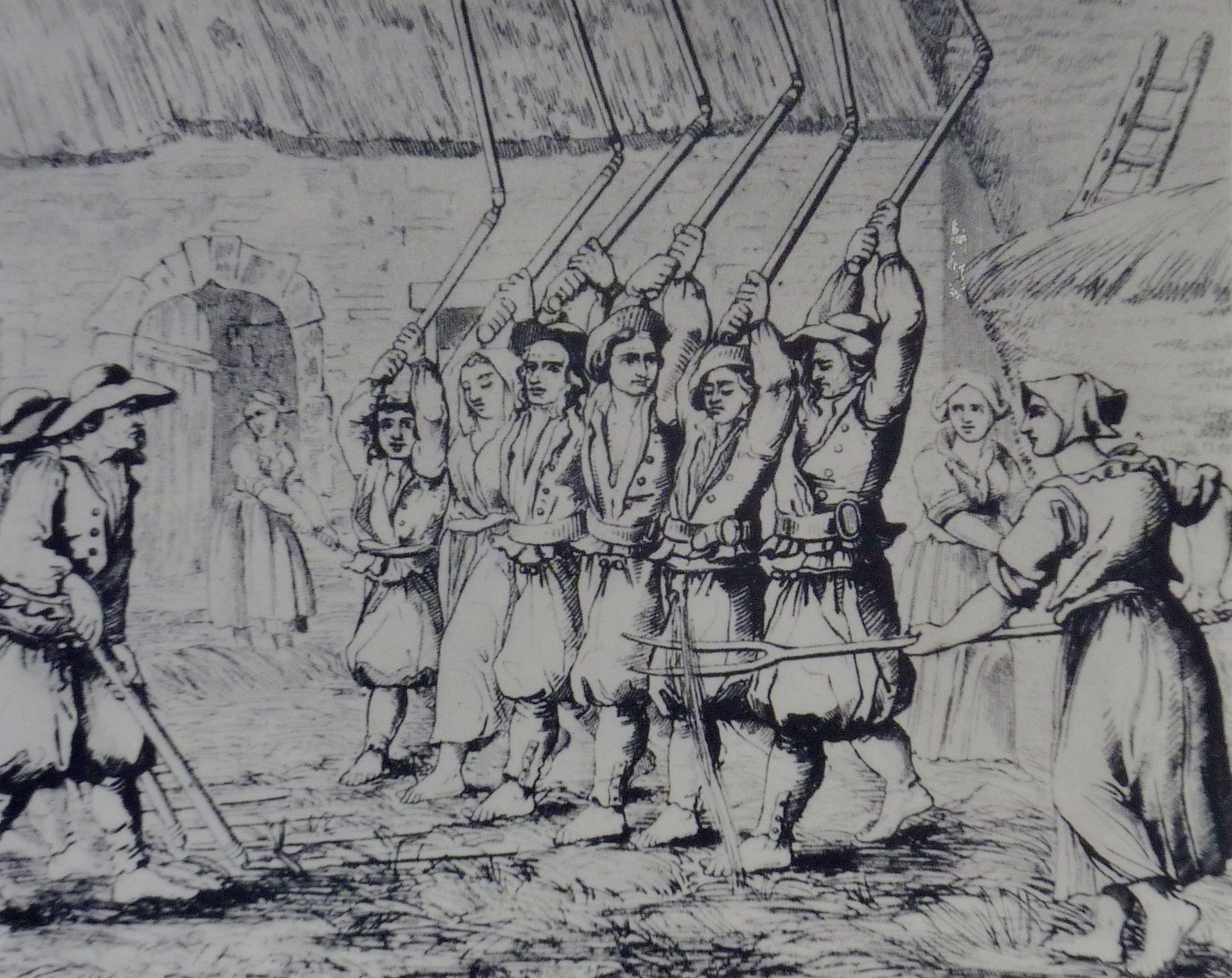
Battage au fléau vers 1810 en Bretagne (dessin d'Olivier Perrin).

La céréale à battre est étendue sur l'aire sur une épaisseur de quelques centimètres Les trois ou quatre batteurs sont alignés et frappent alternativement le blé en un rythme parfaitement cadencé. Après chaque frappe, ils laissent tourner le manche dans leur main pour que, au coup suivant, le battant ne touche pas le manche et tombe parfaitement à plat.
Chaque batteur opère sur une largeur d'environ un mètre. Il la parcourt en six ou huit coups de fléau. Après quoi, il avance d'un petit pas. Quand les batteurs sont arrivés au bout de l'aire, la paille est secouée à la fourche pour laisser tomber le grain qui sera ensuite vanné avec le tarare.

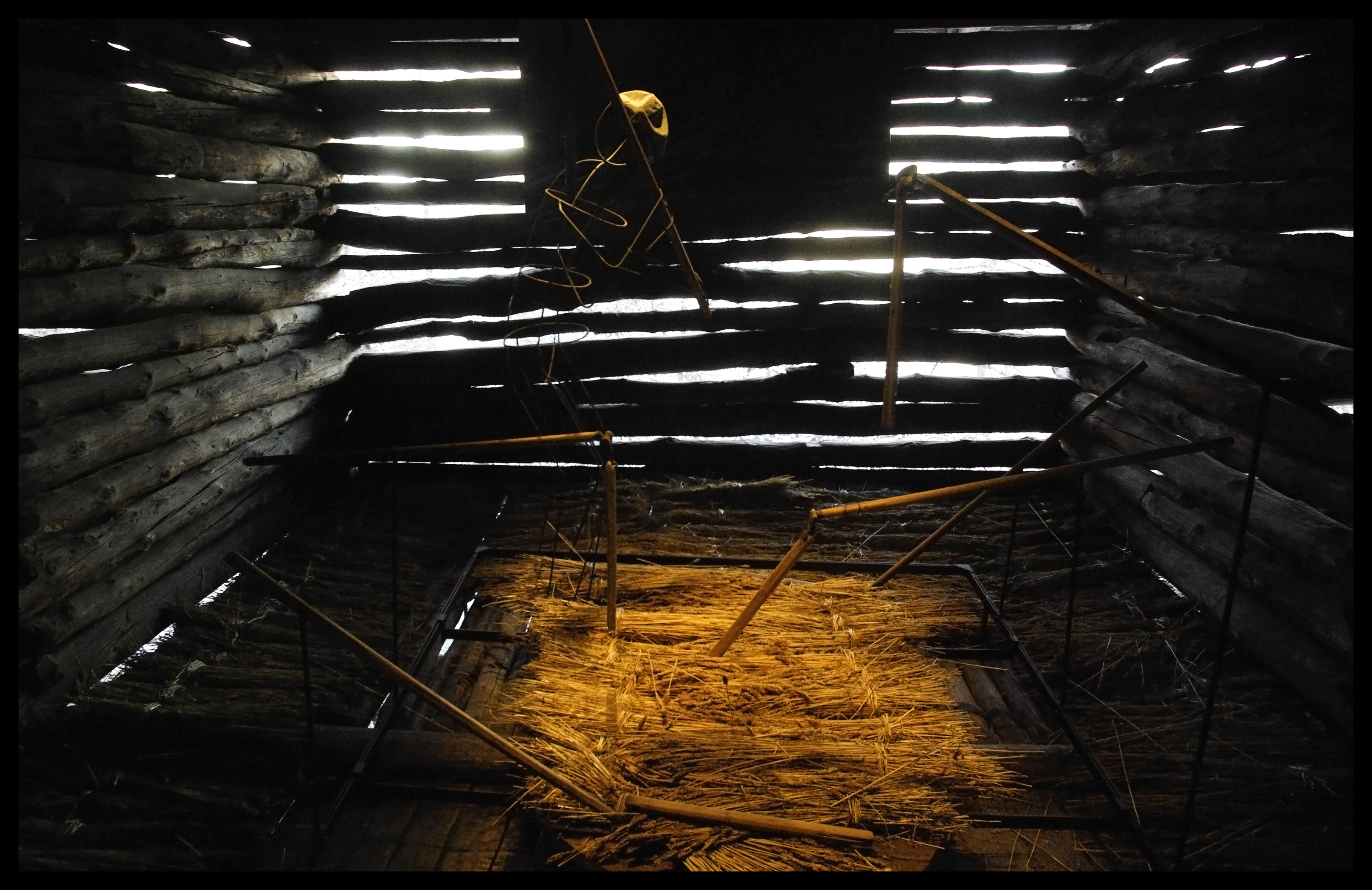
Fléaux au musée ethnographique du Petit-Monde, à Torgnon.

Le fléau était, outre la crosse de berger, l'attribut le plus important du dieu égyptien Osiris. Dans l'agriculture moderne, le battage des fléaux en Allemagne a d'abord été remplacé par la batteuse au début du XXe siècle, puis par la moissonneuse-batteuse dans les années 1950 et 1960. Une utilisation pratique du fléau de battage est encore pratiquée dans les opérations de sélection végétale ou de culture de semences pour le battage de petits lots de semences, où le nettoyage d'une batteuse, même de petite taille, prendrait plus de temps.
Comme le fléau peut avoir un impact énorme, il a souvent été utilisé au Moyen Âge comme une arme paysanne simple, comme l'a été le balai de guerre. La plupart des paysans ont combattu avec ces deux armes pendant la guerre des paysans allemands, et pendant les guerres hussites les fléaux de battage étaient parmi les armes les plus connues et les plus efficaces de l'armée hussite. Le nunchaku, connu au sein des arts martiaux asiatiques, est aussi un fléau que les paysans utilisaient pour battre le riz. Cet outil y a été transformé en arme, notamment dans le royaume de Ryūkyū, dans le Ryūkyū kobujustu, ainsi qu'en Chine au sein des 18 armes du wushu (en).

## Iconographie

Blason de la ville d'Oberdorf : De sinople à deux fléaux d'argent liés de sable et posé en sautoir.
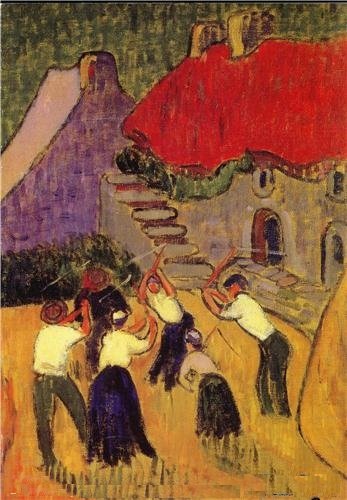
Émile Jourdan : Le battage au fléau (vers 1895)
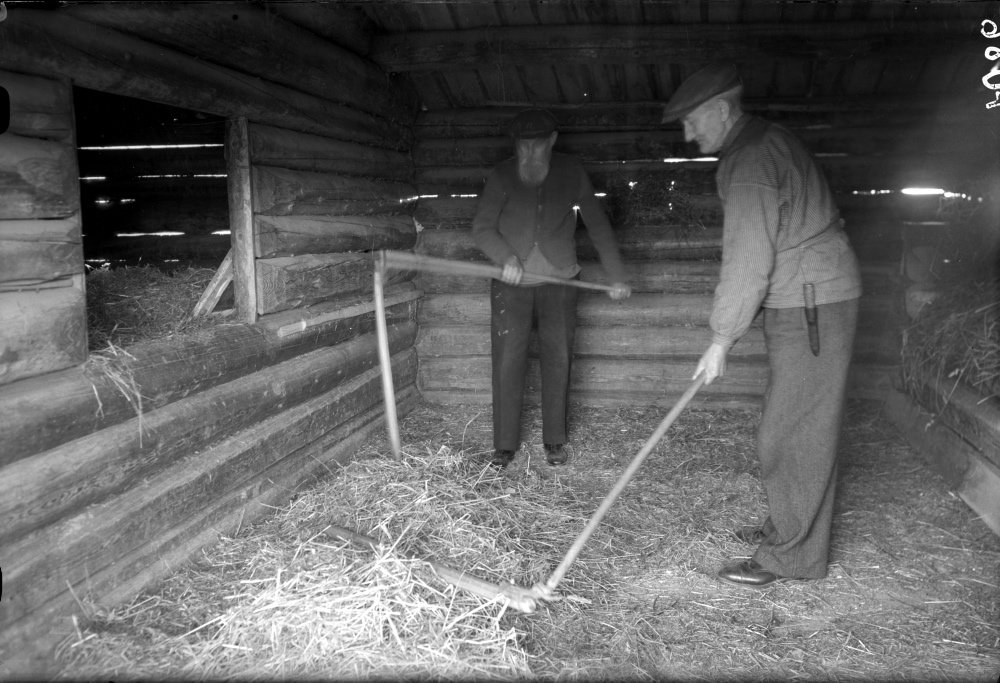
Le battage au fléau en Norvège (XXe siècle)
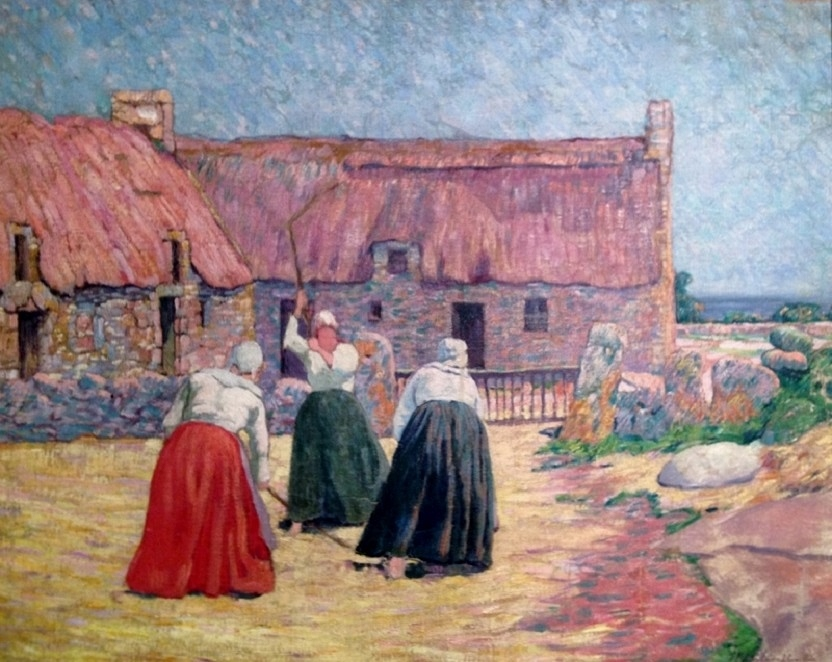
Henri Delavallée : Scène de battage (au fléau, région de Pont-Aven)
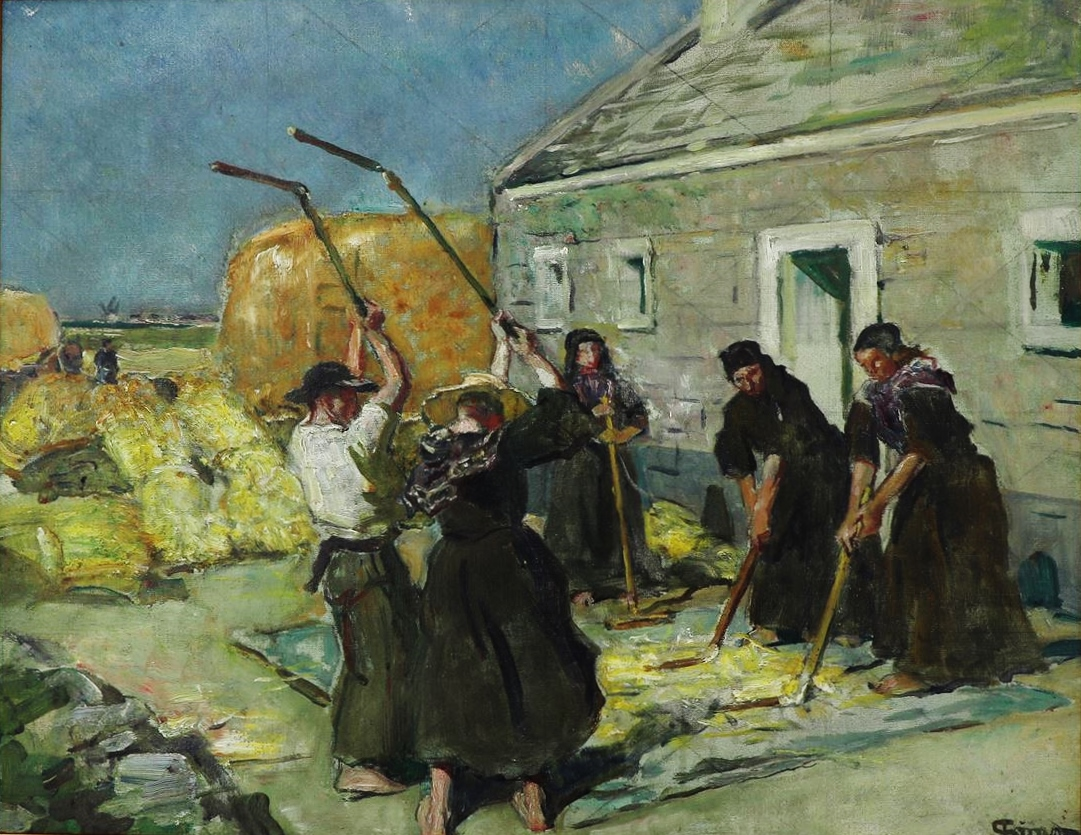
Lucien Simon : Le battage des blés aux fléaux (huile sur toile).

## Calendrier
Dans le calendrier républicain, Fléau était le nom donné au 10e jour du mois de nivôse.

## Annexe